# Rucentra dammermani
Rucentra dammermani là một loài bọ cánh cứng trong họ Cerambycidae.